# تاونسند سوندرز
تاونسند سوندرز (بالإنجليزية: Townsend Saunders) هو فنان قتال مختلط أمريكي، ولد في 20 أبريل 1967 في منتزه الرمال البيضاء الوطني في الولايات المتحدة.

## وصلات خارجية
- تاونسند سوندرز على موقع يو إف سي (الإنجليزية)
- تاونسند سوندرز على موقع شيردوغ (الإنجليزية)
- تاونسند سوندرز على موقع قاعدة بيانات المصارعة الدولية (الإنجليزية)
- تاونسند سوندرز على موقع أوليمبيديا (الإنجليزية)
- تاونسند سوندرز على موقع IMDb (الإنجليزية)
- تاونسند سوندرز على موقع قاعدة بيانات الفيلم (الإنجليزية)